# 佩皮斯圖書館

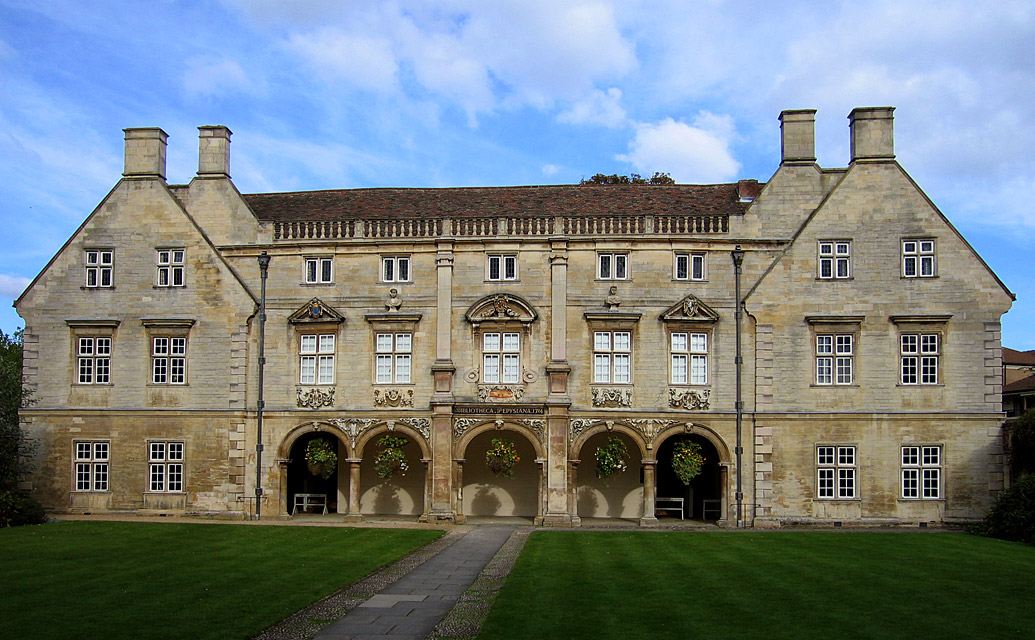
佩皮斯圖書館

佩皮斯圖書館（Pepys Library）是劍橋大學莫德林學院的圖書館。圖書館收藏了塞繆爾·皮普斯的個人藏書，他在過世後將這些藏書全部捐給學院。圖書館藏書中不乏珍品圖書。佩皮斯圖書館在禮拜一至禮拜六下午對公眾開放。圖書館的建築也具有很高價值。

## 外部連結
- Pepys Library website （页面存档备份，存于）
- Magdalene College Libraries' Blog （页面存档备份，存于）

52°12′39″N 0°07′01″E / 52.2107°N 0.1169°E